# Mavacamten
Mavacamten ist ein Arzneistoff aus der Gruppe der Myosin-Inhibitoren. Es ist der erste zugelassene Wirkstoff aus dieser Gruppe und bietet erstmals eine spezifische medikamentöse Behandlung der hypertrophen Kardiomyopathie (HCM).
Im April 2022 erteilte die Food and Drug Administration (FDA) unter dem Namen Camzyos (Bristol-Myers Squibb) die Zulassung für die USA, im Juni 2023 folgte die Europäische Arzneimittel-Agentur für die EU.
Die Anwendung erfolgt oral (Einnahme).

## Pharmakologische Eigenschaften

### Wirkungsmechanismus
Mavacamten moduliert das kardiale Myosin, indem es die Myosin-Aktin-Querbrückenverbindungen blockiert. Diese führen bei der HCM zur Hyperkontraktilität, linksventrikulären Hypertrophie und reduzierten Compliance. Bei Patienten mit der obstruktiven Form der HCM wird dadurch eine Reduktion von objektiv messbaren Befunden wie des Gradienten im linksventrikulären Ausflusstrakt oder der NT-proBNP-Konzentration im Blut erreicht, aber auch die von den Patienten empfundenen Beschwerden wie Atemnot und Herzinsuffizienz-Symptomatik bessern sich.

### Studien
In einer Phase-3-Studie (EXPLORER-HCM) wurden 251 Patienten mit hypertropher, obstruktiver Kardiomyopathie über 30 Wochen mit Mavacamten oder Placebo behandelt. In der Verum-Gruppe zeigte sich eine deutliche Verbesserung des Gradienten im linksventrikulären Ausflusstrakt und auch der maximalen Sauerstoffaufnahmekapazität als Maß für die Leistungsfähigkeit des Herz-Kreislauf-Systems. Auch Maßzahlen für die subjektiv empfundenen Beschwerden wie Symptom-Scores oder die NYHA-Klasse besserten sich signifikant gegenüber der Placebo-Gruppe. Nebenwirkungen oder Komplikationen traten nicht häufiger als unter Placebo auf.
In einer Studie an Mäusen wurde auch gezeigt, dass der frühzeitige Einsatz dieses Medikaments die Entwicklung der Hypertrophie und der histologischen Veränderungen des Herzmuskels im Rahmen der HCM bremsen kann.